# Леонтије Кесаријски
Леонтије Кесаријски, Леонтије из Цезареје (умро 337.) је био епископ Цезареје, у Кападокији. Био је пријатељ из детињства са Григоријем Просветитељем. Управо је Леонтије посветио Григорија за место патријарха Јермена. Један је од учесника Првог Никејског сабора 325. године.
Православна црква га описује као „анђела мира“. Његов празник је 13. јануар.